# Raionul Pervomaiske, Crimeea
Pervomaiske (în ucraineană Первомайський район, transliterat: Pervomaiskîi raion) este un raion în Republica Autonomă Crimeea, Ucraina. Reședința sa este așezarea de tip urban Pervomaiske.

## Demografie
Componența lingvistică a raionului Pervomaiske
     Rusă (58,44%)
     Tătară crimeeană (19,87%)
     Ucraineană (19,27%)
     Alte limbi (0,59%)
Conform recensământului din 2001, majoritatea populației raionului Pervomaiske era vorbitoare de rusă (58,44%), existând în minoritate și vorbitori de tătară crimeeană (19,87%) și ucraineană (19,27%).